# Az Antarktiszon történt légi közlekedési balesetek listája
Az Antarktiszon történt légi közlekedési balesetek listája a kontinensen történt halálos áldozattal járó, illetve a kisebb balesetek, meghibásodások miatt történt, gyakran csak az adott légiforgalmi járművet érintő baleseteket is tartalmazza évenkénti bontásban.

## Az Antarktiszon történt légi közlekedési balesetek

### 1961
- 1961. november 9., Wilkes kutatóállomás. A BuNo 140439 lajstromjelű Lockheed P2V-7LP típusú repülőgép tankolást követően a felszállás közben lezuhant. A balesetben 1 utas és a 8 fős személyzet közül 4 vesztette életét, 4 fő a személyzetből túlélte.[1]

### 1978
- 1978. november 28. 12:50, Mount Erebus. Az Air New Zealand 901-es járata, egy McDonnell Douglas DC-10-30 típusú utasszállító repülőgép, (lajstromjele: ZK-NZP) eltért a megadott repülési iránytól és magasságtól, majd a hegy oldalába csapódott. A gépen 237 utas és 20 fős személyzet volt. Mindannyian életüket vesztették. 200 új-zélandi, 24 japán, 22 amerikai, 6 brit, 2 kanadai, 1 ausztrál, 1 francia és egy svájci állampolgár veszett oda. A személyzet minden tagja új-zélandi volt.[2][3]

### 1993
- 1993. november 26., Patriot Hills leszállópálya. Az Allcair Douglas DC–6-os (DC-118B) típusú repülőgépe, lajstromjele: N1597F 7 mérföldnyire a kifutótól távolabb lezuhant. A gépen utazók mindannyian túlélték, de a gép súlyosan megrongálódott, ezért ki kellett vonni véglegesen a forgalomból.[4]